# Plebejus penuelaensis
Plebejus penuelaensis är en fjärilsart som beskrevs av Ribbe 1910. Plebejus penuelaensis ingår i släktet Plebejus och familjen juvelvingar. Inga underarter finns listade i Catalogue of Life.